# Казахстан на Светском првенству у атлетици на отвореном 2019.
Казахстан је на 17. Светском првенству у атлетици на отвореном 2019. одржаном у Дохи од 27. септембра до 6. октобра, учествовао четрнаести пут, односно учествовао је под данашњим именом на свим првенствима од 1993. до данас. Репрезентацију Казахстана је представљало 8 такмичара (3 мушкарца и 5 жена) који су се такмичили у 6 (3 мушке и 3 женске) дисциплина. ,
На овом првенству такмичари Казахстана нису освојили ниједну медаљу нити су остварили неки резултат.

## Учесници
| Мушкарци: - Михаил Литвин — 400 м - Георгиј Шејко — Ходање 20 км - Иван Иванов — Бацање кугле | Жене: - Олга Сафронова — 100 м, 200 м, 4х100 м - Светлана Голендова — 4х100 м - Рима Кашафутинова — 4х100 м - Елина Микина — 4х100 м - Олга Рипакова — Троскок |  |

## Резултати

### Мушкарци
| Атлетичар     | Дисциплина   | Лични рекорд | Квалификације | Квалификације | Полуфинале           | Полуфинале           | Финале               | Финале       | Детаљи |
| Атлетичар     | Дисциплина   | Лични рекорд | Резултат      | Место         | Резултат             | Место                | Резултат             | Место        | Детаљи |
| ------------- | ------------ | ------------ | ------------- | ------------- | -------------------- | -------------------- | -------------------- | ------------ | ------ |
| Михаил Литвин | 400 м        | 45,25        | 46,28         | 5. у гр. 3    | Није се квалификовао | Није се квалификовао | Није се квалификовао | 30 / 41 (42) |        |
| Георгиј Шејко | 20 км ходање | 1:20:21      |               |               |                      |                      | 1:32:53              | 19 / 40 (53) |        |
| Иван Иванов   | Бацање кугле | 20,95 НР     | 19,57         | 15. у гр. Б   |                      |                      | Није се квалификовао | 30/ 34 (35)  |        |

### Жене
| Атлетичарка                                                         | Дисциплина | Лични рекорд | Квалификације | Квалификације | Полуфинале            | Полуфинале            | Финале                | Финале       | Детаљи |
| Атлетичарка                                                         | Дисциплина | Лични рекорд | Резултат      | Место         | Резултат              | Место                 | Резултат              | Место        | Детаљи |
| ------------------------------------------------------------------- | ---------- | ------------ | ------------- | ------------- | --------------------- | --------------------- | --------------------- | ------------ | ------ |
| Олга Сафронова                                                      | 100 м      | 11,09 НР     | 11,40 (.392)  | 7. у гр. 6    | Није се квалификовала | Није се квалификовала | Није се квалификовала | 31 / 47      |        |
| Олга Сафронова                                                      | 200 м      | 22,85        | 23,16         | 4. у гр. 5    | Није се квалификовала | Није се квалификовала | Није се квалификовала | 25 / 43 (48) |        |
| Рима Кашафутинова, Елина Микина, Светлана Голендова, Олга Сафронова | 4х100 м    | 42,92 НР     | 43,79         | 4. у гр. 1    |                       |                       | Нису се квалификовале | 12 / 13 (16) |        |
| Олга Рипакова                                                       | Троскок    | 15,25 НР     | 14,09         | 7. у гр. Б    | 13 / 26 (28)          |                       | Нису се квалификовале |              |        |